# 코코 밴더웨이
코코 밴더웨이(영어: Coco Vandeweghe, 1991년 12월 6일 뉴욕주 뉴욕 ~ )는 미국의 프로 테니스 선수이다. 뉴욕 출신. US 오픈 여자 싱글 주니어 부문의 2008년 우승자이다.